# Миллер, Боб
Боб Миллер (англ. Bob Miller; род. 30 марта 1945, Чикаго, Иллинойс) — американский государственный и политический деятель.

## Биография
Родился в Чикаго, штат Иллинойс, а в детстве переехал с семьей в Лас-Вегас, штат Невада. Его отец, Росс Миллер, был букмекером, о котором упоминается в автобиографии Боба Миллера «Сын азартного игрока».
Посещал римско-католические школы. В 1963 году окончил среднюю школу Бишоп-Горман с отличием и Университет Санта-Клары в 1967 году, получив степень в области политологии. Получил степень доктора юриспруденции в юридической школе Лойолы в Лос-Анджелесе, Калифорния.
C 1967 по 1973 год служил в резерве армии США, а затем в резерве ВВС США. С 1971 по 1973 год работал заместителем прокурора округа Кларк. В 1978 году был избран прокурором округа Кларк, а в 1982 году стал первым человеком, переизбранным на эту должность. В 1984 году стал председателем Национальной ассоциации окружных прокуроров. В 1986 году был избран вице-губернатором Невады и 5 января 1987 года был приведен к присяге на четырехлетний срок.
3 января 1989 года действующий губернатор Ричард Брайан подал в отставку, чтобы занять место в Сенате США. Вице-губернатор Боб Миллер стал губернатором в соответствии с законами штата Невада. Став губернатором, он обратился к своим сотрудникам, заявив: «Я с нетерпением жду, когда мы проведем вместе несколько лет. Сколько лет вместе, зависит от того, насколько хорошо мы будем справляться».
В 1990 году выставил свою кандидатуру на губернаторских выборах Невады. Победил на праймериз «Демократической партии» и с большим перевесом одержал победу на выборах над республиканцем Джимом Галлауэем. В 1994 году был переизбран на выборах губернатора Невады, победив республиканца-офицера ВВС Джима Гиббонса. С 1996 по 1997 год возглавлял «Национальную ассоциацию губернаторов». 
В настоящее время входит в совет директоров компании Wynn Resorts and International Game Technology. Является руководителем компании Robert J. Miller Consulting, которая предоставляет консультации и помощь в сфере бизнеса и правительства. Также является старшим советником компании по связям с государственными органами Dutko Worldwide со штаб-квартирой в Вашингтоне.